# Кулумбаев, Джусубалы
Джусубалы́ Кулумба́ев (кирг. Жусубалы Кулумбаев; 1892, Куланак, Семиреченская область — 1978, Куланак, Нарынская область) — старший чабан колхоза «Куланак» Куланакского района Тянь-Шаньской области, Киргизская ССР. Герой Социалистического Труда (1948).

## Биография
Родился в 1900 году в крестьянской семье в селе Куланак (ныне — в Нарынском районе Нарынской области). С 1919 по 1922 года служил в Красной Армии. В конце 20-х годов вступил в колхоз, который был организован в его родном селе (позднее — колхоз «Куланак» Куланакского района).
Указом Президиума Верховного Совета СССР от 15 сентября 1948 года за выдающиеся достижение в овцеводстве удостоен звания Героя Социалистического Труда с вручением ордена Ленина и золотой медали «Серп и Молот».
С 1958 года — на пенсии. С 1969 года — персональный пенсионер союзного значения.
После выхода на пенсию проживал в родном селе, где скончался в 1978 году.